# Pro Wrestling Guerrilla
Pro Wrestling Guerrilla - американська федерація професійного реслінгу, розташована в районі південної Каліфорнії, США. Її заснували Діско Машина, Екскалібур, Джоуї Раян, Скотт Лост, Супер Дракон і По Ґан Толвор. З часу заснування компанії Діско, Толвор і Лост вийшли на пенсію і залишили компанію.
Вперше шоу пройшло 26 липня 2003 року. Увагу публіки воно стало привертати професійним реслінгом і нестандартним гумором, який був присутній повсюди. Про це говорить навіть назва шоу: "Kee_ The _ee Out Of Our _ool!", "Безкоштовний вхід (жарт).", "Прямо в DVD" і "Від добре відомих частин" або "Радикальний смак".

## Титули і нагороди
| Назва титулу                    | Чемпіон                 | Колишній чемпіон                            | Дата виграшу   | Місце виграшу        |
| ------------------------------- | ----------------------- | ------------------------------------------- | -------------- | -------------------- |
| PWG World Championship          | Родерік Стронґ          | Кайл О'Райлі                                | 12 грудня 2014 | Резеда, Лос-Анджелес |
| PWG World Tag Team Championship | World's Cutest Tag Team | The Young Bucks (Мет Джексон і Нік Джексон) | 27 липня 2014  | Резеда, Лос-Анджелес |